# Rhodope roskoi
Rhodope roskoi is een slakkensoort uit de familie van de Rhodopidae. De wetenschappelijke naam van de soort is voor het eerst geldig gepubliceerd in 2005 door Haszprunar & Hess.